# 維什涅韋 (巴赫馬奇區)
51°4′51″N 32°38′28″E / 51.08083°N 32.64111°E
維什涅韋（烏克蘭語：Вишневе），是烏克蘭北部的村莊，隸屬切爾尼希夫州的尼任區。該村始建於1850年，面積0.008平方公里，海拔高度144米，2006年人口70，人口密度每平方公里8,750人。